# 山口県道103号大島橘線
山口県道103号大島橘線（やまぐちけんどう103ごう おおしまたちばなせん）は、山口県大島郡周防大島町を通る一般県道である。

## 概要
大島郡周防大島町大字小松開作から大島郡周防大島町大字西安下庄（にしあげのしょう）に至る。

### 路線データ
- 起点：大島郡周防大島町小松開作（山口県道4号大島環状線交点）
- 終点：大島郡周防大島町西安下庄（山口県道4号大島環状線交点）
- 通行不能区間：大島郡周防大島町家房 - 大島郡周防大島町西安下庄間

## 歴史
- 1958年（昭和33年）10月1日 - 山口県告示第644号の2により認定される。
- 1972年（昭和47年）頃 - 現行の県道番号に変更される。
- 2004年（平成16年）10月1日 - 大島郡の全4町（大島町・久賀町・橘町・東和町）が対等合併して大島郡周防大島町が成立したことに伴い、それまで大島町・橘町にまたがっていた路線が全区間大島郡周防大島町域を通る路線になる。

## 路線状況

### 道路施設

#### 橋梁
- 明新橋（屋代川、大島郡周防大島町）

#### トンネル
- 志度石トンネル：延長43 m、1984年（昭和59年）竣工、大島郡周防大島町

## 地理

### 通過する自治体
- 大島郡周防大島町

### 交差する道路
| 交差する道路          | 交差する場所                     | 交差する場所 |
| --------------------- | -------------------------------- | ------------ |
| 山口県道4号大島環状線 | 大字小松開作                     | 起点         |
| 山口県道4号大島環状線 | 大字西安下庄（にしあげのしょう） | 終点         |

### 沿線
- 周防大島町立明新小学校
- 大島郵便局
- 周防大島町役場
- 周防大島町立大島図書館・大島文化センター
- 周防大島町立大島中学校
- 屋代治水ダム
- ガルテンヴィラ大島
- 日本ハワイ移民資料館
- フィッシングビレッジやしろ郷
- 自光寺ピッコロランド
- 安下庄のシナナシ

### 峠
- 笛吹峠（大島郡周防大島町大字家房）
- 源明峠（大島郡周防大島町大字東屋代）※この付近は自動車通行不能。